# 北筑軌道
北筑軌道（ほくちくきどう）は、かつて福岡県にあった今川橋 - 加布里間の軌道およびその運営会社。後に西日本鉄道（西鉄）の前身の一つである博多電気軌道へ合併された。

## 路線データ
- 路線距離：今川橋 - 加布里間20.8km
- 軌間：914mm

## 歴史
- 1908年（明治41年）12月16日 軌道敷設特許状下付[1]
- 1909年（明治42年）9月 北筑軌道設立[2][3]
- 1910年（明治43年）7月21日 今宿 - 前原間 (5M0C) 開業[4]
- 1910年（明治43年）9月11日 前原 - 赤坂間開業[4]
- 1910年（明治43年）9月22日 赤坂 - 加布里間開業（前原 - 加布里間で2M32C：帝国鉄道協会 1928）[4]
- 1910年（明治43年）10月6日 博多電気軌道へ合併
- 1910年（明治43年）11月13日 今川橋[5] - 姪ノ浜（後の姪の浜）間開業（今尾 2009、西日本鉄道 2008）
- 1910年（明治43年）11月14日 今川橋[5] - 姪ノ浜 - 今宿間開業（和久田 1993）または姪ノ浜 - 今宿間 (3M08C) 開業（今尾 2009、西日本鉄道 2008、帝国鉄道協会 1928）[4]
- 1912年（大正元年）11月4日 九州水力電気が博多電気軌道を合併。北筑線も同社の路線となる
- 1922年（大正11年） 今川橋 - 姪ノ浜間を電化・1435mmへ改軌[6]の上、路面電車化[7]
- 1928年（昭和3年）5月31日 姪ノ浜 - 加布里間が筑肥線の前身である北九州鉄道へ譲渡、翌6月1日廃止
- 1929年（昭和4年）7月1日 博多電気軌道（2代目）へ譲渡
- 1934年（昭和9年）10月26日 福博電車へ譲渡
- 1942年（昭和17年）9月22日 西日本鉄道成立、福岡市内線の貫線の一部となる
- 1975年（昭和50年）11月2日 今川橋 - 姪の浜間廃止

## 車両
1928年頃、姪浜 - 加布里間の蒸気運転区間（帝国鉄道協会 1928）
- 蒸気機関車：17両
- 電気機関車：2両
- 客車：17両
- 貨車：83両

## 営業成績
1926年（大正15年/昭和元年）、姪浜 - 加布里間の蒸気運転区間（帝国鉄道協会 1928）。括弧内は1日あたり1マイルあたり
- 旅客人員：2332047人（495人）
- 旅客運賃：14683円
- 貨物トン数：55241トン（11.7トン）
- 貨物運賃：30904円
- 益金：7508円（1.60銭）

## 駅一覧
1928年（昭和3年）時点。今川橋 - 姪ノ浜間路面電車化後、姪ノ浜 - 加布里間廃止前。
今川橋 - 西新町 - 防塁前 - 藤崎 - 刑務所前 - 庄 - 愛宕下 - （仮）山嶽山 - 浦山 - 姪浜小学校前 - 姪ノ浜 - 小戸 - 大学分院前 - 生松原 - 小浜 - （仮）青木公園 - 長垂 - 今宿 - 北原 - 周船寺 - 高田 - 産ノ宮 - 浦志 - 前原 - 荻ノ浦 - 赤坂 - 加布里
- 他に今宿より今津港方面への貨物支線があり石炭輸送等に使用されていた。なお、北九州鉄道への譲渡の際には改軌され（筑肥線）今宿駅まで延長された[8]。